# Čreta, Vransko
Čreta este o localitate din comuna Vransko, Slovenia, cu o populație de 18 locuitori.